# Bahía Honda (Kuba)
Bahía Honda (deutsch: „Tiefe Bucht“) ist eine Stadt und ein Municipio in der Provinz Artemisa. Bis zum 31. Dezember 2010 gehörte Bahía Honda zur Provinz Pinar del Río. Im Municipio leben 43.483 Menschen auf einer Fläche von rund 784 Quadratkilometer, was einer Bevölkerungsdichte von 55,4 Einwohnern pro Quadratkilometer entspricht.
Sie wurde nach der Meeresbucht benannt, an der sie liegt. Im Norden wird das Municipio durch den Golf von Mexiko, im Osten durch das Municipio Mariel (Provinz Artemisa), im Westen durch La Palma und im Süden durch die Municipios Candelaria und San Cristóbal begrenzt.
In der Region siedelten ursprünglich indigene Jäger, Sammler und Fischer, bis die Spanier kamen. 1509 wurde die Bucht durch den Entdecker Sebastián de Ocampo auf den Namen Bahía Honda getauft.
1903 wurden die Stadt und die Bucht an die USA verpachtet, die hier einen Flottenstützpunkt einrichteten. Anders als das zweite US-Pachtgebiet Guantanamo Bay wurde es 1912 an Kuba zurückgegeben.